# رقص مارپیچ آنابل
 رقص مارپیچ آنابل  (به انگلیسی: Annabelle Serpentine Dance) عنوان فیلمی است آمریکایی با ژانر مستند، صامت، سیاه و سفید و کوتاه به کارگردانی ویلیام کندی دیکسون. این فیلم محصول سال ۱۸۹۵ میلادی است.